# Asher Hong
Asher Keen Wah Hong, 湯健華S (Plano, 23 marzo 2004), è un ginnasta statunitense.

## Biografia
Ai mondiali di Anversa 2023 ha ottenuto il bronzo nel concorso a squadre, con Khoi Young, Paul Juda, Yul Moldauer e Fred Richard.
Ha ottenuto la qualificazione ai Giochi olimpici estivi di Parigi 2024.

## Palmarès
- Mondiali

Anversa 2023: bronzo nel concorso a squadre;